# テルマ (宗教)
テルマ（蔵: gter ma、「宝」）とは、チベット仏教やボン教に伝わる聖典群である。精神的に高度な境地にある指導者が隠匿した教えを、後代に地中から掘り出したり、霊感によって感得したとされるもの。

## チベット仏教
パドマサンバヴァと彼の弟子にしてダーキニー（修法のパートナー）のイェシェ・ツォギェルが、将来テルマの発掘者テルトン（gter ston、「宝を顕わにする者」）が適切な時に発掘できるように、地中や弟子たちの心の中に埋蔵した霊的な宝物とされ、「大地のテルマ（sa gter、サテル）」と「霊感のテルマ（dgongs gter、ゴンテル）」の二種がある。テルトンはほとんどの場合、パドマサンバヴァの弟子の化身とされる。
「大地のテルマ」は、山河や岩など自然の地形や、寺院などの建築物の中に隠された物理的な物体（仏像や巻物など）を用いるテルマであり、テルトンがそれを発見した後、霊感によって解読し、宝物の言葉と意味を文字に筆記したものである。
「霊感のテルマ」は、物理的な物体を用いないテルマであり、パドマサンバヴァの弟子たちの心相続の中に隠され、その化身とされるテルトンが、霊感の中で自らの心に明瞭に生じた宝物の言葉と意味を文字に筆記したものである。
彼らは宗教的な夢や瞑想中のヴィジョン、インスピレーションに導かれ、テルマ発見に至るのだという。
チベット仏教のなかでも、リメー運動の強い影響を受けるニンマ派、カギュ派、サキャ派からは、現在までパドマサンバヴァの弟子たちの化身が多数現れて膨大な量のテルマを発掘して来たが、ゲルク派からはテルトンはほとんど輩出しておらず、テルマの伝統は発展しなかった。
代表的なテルマとして「チベット死者の書」として知られる『バルド・トゥ・ドル・チェンモ』がある。

## 仏教全般
ロバート・ビアによると、テルマにはインド仏教以来の歴史があり、大乗経典はテルマであるという。たとえば『般若経』の場合、釈迦仏がナーガたちに託しておいたのを龍樹が見出したという。『華厳経』では、微塵の一粒一粒の内に三千大千世界に等しい経巻が収まっている、と説かれ、それを天眼と知恵で見出し、衆生のために取り出そうとする人がたとえ話に登場する。また、別の箇所では海雲（サーガラメーガ）比丘が南方の海門国に住み、大海を観察していたところ仏が現れ『普眼経』という経典を聞いた、と記されている。
台密や東密には『大日経』や『金剛頂経』が、南天鉄塔の中より龍樹によって取り出されたという伝説がある。

## ボン教
テルマの伝統はボン教にも存在している。大部分のボン教テルマはティソン・デツェン王統治下の衰退の時代に秘匿され、11世紀頃に再び見出された。教えはLishu TagringやDrenpa Namkhaのような師たちによって、しばしばサムイェーやラダックの仏教寺院に隠された。

### 永遠の三宝

ガンキル

ボン教徒にとってガンキル（dga' 'khyil、歓喜の円）は三つの重要な「テルマ」あるいは永遠なるボンの「宝」の集まり、北の宝（byang gter)、中央の宝（dbus gter)、南の宝（lho gter)を象徴する 。北の宝はシャンシュン王国と北チベットで現れたテキストから、南の宝はブータンとチベット南部で現れたテキストから、中央の宝は中央チベット、とその近くのサムイェー寺に現れたテキストから編纂された。

### 蔵窟
『蔵窟』(མཛོད་ཕུག་ [mdzod phug])は11世紀初頭にシェンチェン・ルガ(གཤེན་ཆེན་ཀླུ་དགའ་ [gshen chen klu dga'])が顕わにしたテルマである。ダン・マーティンはシャンシュン語（en:Zhang-Zhung language）研究におけるこの書物の重要性を指摘した。